# Senantiken

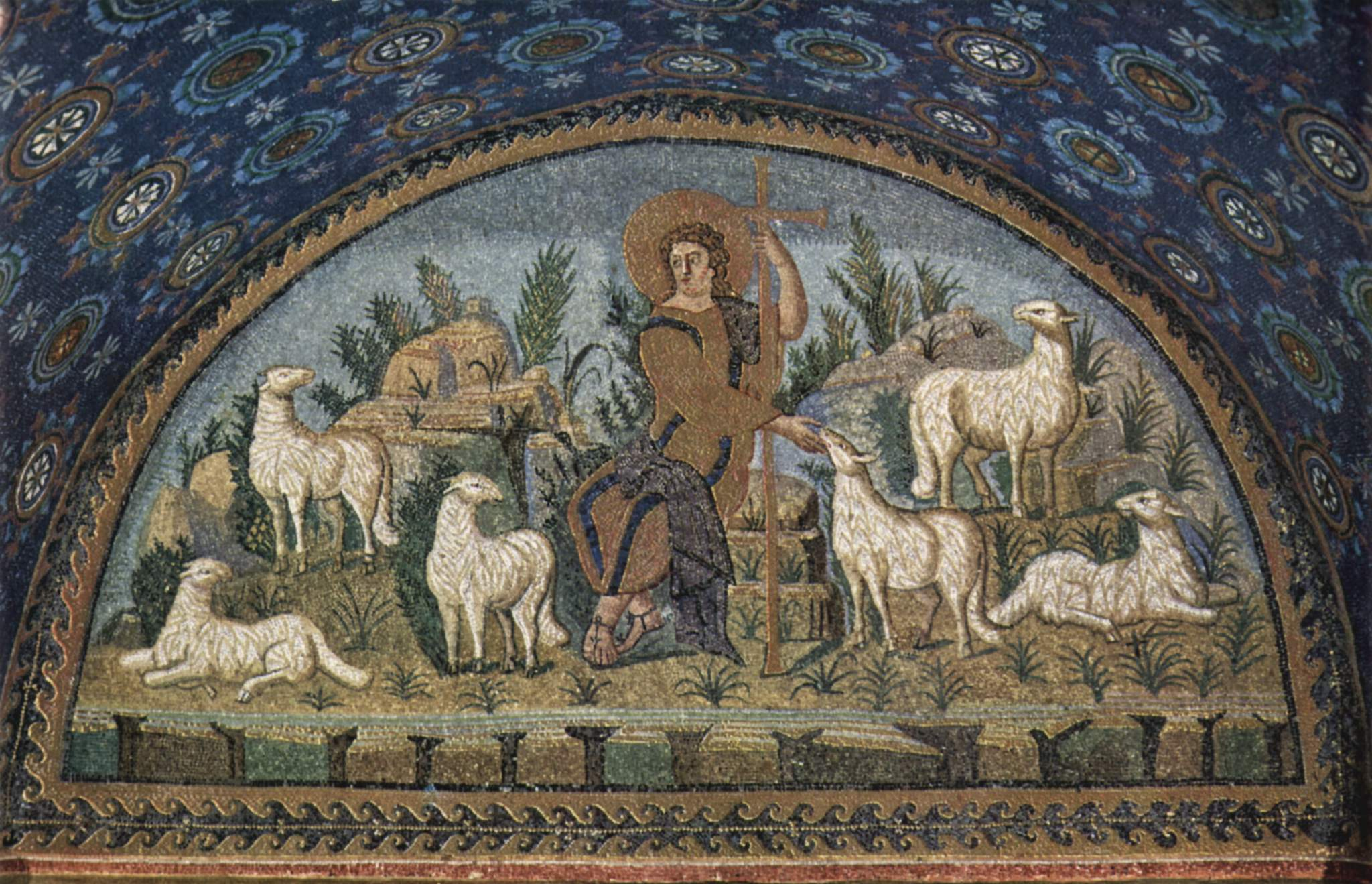
Galla Placidias mausoleum – Kristus som den gode herden i en toga typisk för antiken dröjer sig kvar bland orientaliserande mönster i ett för medeltiden utmärkande tunnvalv. Mosaik i Ravenna från 400-talet.

Senantiken är den historiska period från omkring 300 till 600 e.Kr., som följer den klassiska antiken och föregår medeltiden i Medelhavsområdet och Västeuropa.
Under senantiken dröjer sig många antika institutioner kvar, samtidigt som medeltida inslag blir allt tydligare. Begreppet senantiken innebär en mer modern historieindelning än den traditionella, där antiken tvärt följs av äldre medeltiden när det västromerska riket faller år 476 e.Kr. Termen började användas i Tyskland i början av 1900-talet (Spätantike) och populariserades av bland annat historikern Peter Brown.
Det finns inga självklara exakta datum för senantikens inledning och slut. Viktiga inledande datum är dock den romerske kejsaren Diocletianus tillträde år 284 e.Kr. samt den romerske kejsaren Konstantin den stores omvändelse till kristendomen år 312 e.Kr. I Västeuropa kan langobardernas invasion av Italien år 568 e.Kr. sägas markera senantikens slut, medan i östra Medelhavsområdet motsvarande roll spelas av den bysantinske kejsaren Justinianus I död år 565 e.Kr. Den arabiska expansionen under 600-talet i östra Medelhavsområdet markerar senantikens definitiva slut.
Termen "senantik" understryker periodens band bakåt i tiden där den närliggande termen "äldre medeltid" istället betonar brytningen med den klassiska perioden. Med termen "folkvandringstiden", som syftar på en delvis överlappande tidsepok, betonas det tillstånd av upplösning och social oro som kännetecknar övergångsperioden.
Antikens urbana kultur föll gradvis samman i Västeuropa under senantiken, men fortlevde i Konstantinopel (dagens Istanbul) fram till medeltidens slut. Jordägare flyttade i Västeuropa från de krympande och allt mer osäkra städerna till sina egendomar. Här etablerades ett system som skulle utvecklas till medeltidens feodalism. En annan viktig utveckling under senantiken var att kristendom blev statsreligion i det romerska riket.
Den kanske främst senantika byggnadsverket är Hagia Sofia i dagens Istanbul. Plastiken i den antika konstens skulpturer och den psykologiska närvaron i den romerska konsten porträttbyster ersattes under senantiken i väst av låga reliefer med opersonliga, ofta naiva, människoframställningar och i Bysantinska riket av den bysantinska konstens ikoner och guldmosaiker.